# 吸血猫
《吸血猫》是2009年6月发售的同人志，同时也是漫画及电视动画的原作的总称。正式的标题是《“吸血猫 -the Gothic World of Nyanpire-”》。

## 概要
吸血猫是以2009年6月发售的yukiusa的同人志漫画为开始的一系列Media展开的总称。
作为同人志发行了4册之后，角色商品作为“UFO CATCHER”（夹娃娃机）的奖励品开始发售。
可爱的作为主人的女性也得到了很高的人气，2011年开始发售漫画版并播放动画。

## 設定
看上去抛弃就会死掉的小猫。得到了来自黑暗的吸血鬼的血。
得到吸血鬼的血洗礼的猫得到了新生。
长出了长牙和翅膀以及肚子上有十字架的記號。得到永生的猫的代价是得做为吸血猫生存下去。
在那之后，小猫被人类女子美咲捡了回去。作为饲养的家猫，也作为吸血猫开始了有很多朋友围绕的开心生活。
为了湿润自己的喉咙会寻找血。

## 登場角色
吸血猫（声：小清水亜美）
受到吸血鬼的血洗礼，得到永恒生命的小猫。好奇心旺盛，有点笨笨的雄性猫。
喜欢的物品是“血”，以吸食人类或猫的血来润喉，美咲也提供过鱼的血。
血仅用来润喉。平时则吃普通的食物。
时不时会喝由美咲提供的血，不够的话会吸朋友猫的血。
不仅仅是血,只要是红色的东西就喜欢（比如草莓）。
喜欢可爱毛色鲜艳温柔大胸的雌性猫。
獨眼龍 政宗貓（声：杉山紀彰）
崇拜伊達政宗的小猫。很有武士道精神，第一次见到吸血猫时想要退治，不过由于错认其为雌猫而陷入了初恋（不过马上发现是雄猫而大受打击）
不过在那之后由于无法抑制对吸血猫的爱恋之心，就算是知道了男同关系，也积极得表达自己的感情
也有接收BL相关咨询，好像是喜欢EVA中的渚。
饲主是男性，讨厌にゃてんし。有亲手制作吸血猫的布人偶。
出现於第2集
貓天使（声：福山潤）
原天使，由于做了不像天使的行为而被天界赶出，作为堕天使降临到地上。
嘴坏，很容易怄人生气的猫。一直在考虑对将自己赶出的天界进行复仇。
不是家猫，没有固定的住处。也在独眼竜まさむにゃ家顶上住过。
对卑劣的事物有敏感的反应。理解独眼竜まさむにゃ的爱恋，经常开玩笑。
好像因为是天使的原故，被吸了血也不会痛。
出现於第3集
茶茶丸（声：後藤邑子）
美咲朋友家的小猫。
出现於第5集
毛利（声：前田希美）
吸血蝙蝠。
出现於第7集
小森（声：前田希美）
吸血蝙蝠。喜欢毛利くん。
出现於第7集
美咲（声：廣田詩夢）
吸血猫的饲主。
出现於第1集
吸血鬼（声：立花慎之介）
喜欢猫到异常地步的吸血鬼，虽然当前所在位置不明，不过被认为是喜欢猫的变态
喵太郎
几乎没有运动能力，忍者的装束被怀疑仅仅是Cosplay。
鰹
住在附近的小猫。

## 电视动画
以『にゃんぱいあ The Animation』为标题，于2011年7月6日开始在KIDS STATION播放，形式是5分钟的短片，由GONZO制作。

### 工作人员
- 原作 - yukiusa / GLAD（主婦と生活社「PASH!」、「ね〜ね〜」連載）
- 企画 - 柄澤哲夫、森田友久、森田尚宏、上條誠、小野尾勝彦、柳村努
- 系列構成 - 高橋ナツコ
- 音響監督 - 進藤澄子
- 音楽 - 菊谷知樹
- 音楽制作人 - 櫻井優香
- 音楽制作 - ランティス、フューチャービジョンミュージック
- 制作人 - 杉浦仁司、高島朋史、尾畑聡明、大槻淳、相島豪太
- 动画制作人 - 小島勉
- 动画制作 - GONZO
- 監督・角色设计 - 吉松孝博
- 製作 - にゃんぱいあ製作委員会
- 旁白 - 後藤邑子（1話）、立花慎之介（2話後）

### 主題歌

歌 - あそうにゃつこ&ニャダイン

### 各話列表
| 話數   | 副標題 | 中文標題         | 腳本         | 分鏡     | 原畫                                |
| ------ | ------ | ---------------- | ------------ | -------- | ----------------------------------- |
| 第1話  |        | 我要喝血~        | 高橋奈津子   | 吉松孝博 | 吉松孝博 朝來昭子                   |
| 第2話  |        | 獨眼龍政宗喵登場 | ハラダサヤカ | 吉松孝博 | 吉松孝博                            |
| 第3話  |        | 天使喵登場       | ハラダサヤカ | 吉松孝博 | 吉松孝博                            |
| 第4話  |        | 天使喵物語       | ハラダサヤカ | 吉松孝博 | 吉松孝博                            |
| 第5話  |        | 初次見面         | ハラダサヤカ | 吉松孝博 | 吉松孝博 大島美和                   |
| 第6話  |        | 不来我家吗       | ハラダサヤカ | 吉松孝博 | 吉松孝博 大島美和 菊池愛 福士真由美 |
| 第7話  |        | 毛利與小森登場   | ハラダサヤカ | 吉松孝博 | 吉松孝博 阿蒜晃士                   |
| 第8話  |        | 夏日祭           | 高橋奈津子   | 吉松孝博 | 吉松孝博 福士真由美                 |
| 第9話  |        | 首次出現的使者   | 高橋奈津子   | 吉松孝博 | 吉松孝博                            |
| 第10話 |        | 武士政宗喵獻身   | 高橋奈津子   | 吉松孝博 | 吉松孝博 朝來昭子                   |
| 第11話 |        | 萬聖節           | 高橋奈津子   | 吉松孝博 | 吉松孝博 朝來昭子                   |
| 第12話 |        | 吸血鬼再現       | 高橋奈津子   | 吉松孝博 | 吉松孝博                            |

### 播放电视台
| 放送地域 | 放送局             | 放送期間               | 放送日時                                      | 放送系列 |
| -------- | ------------------ | ---------------------- | --------------------------------------------- | -------- |
| 日本全域 | キッズステーション | 2011年7月6日 - 9月21日 | 水曜 22時54分 - 23時00分 （リピート放送あり） | CS放送   |
| 日本全域 | GyaO!              | 2011年7月7日 - 9月22日 | 木曜 24時00分更新                             | 網路配信 |